# Aliança das Forças Revolucionárias do Sudão Ocidental
Aliança das Forças Revolucionárias do Sudão Ocidental foi formada em 20 de janeiro de 2006, quando o Movimento pela Justiça e Igualdade e o Movimento de Libertação do Sudão se fundiram para formar uma única aliança rebelde na região sudanesa de Darfur.
A aliança emitiu uma declaração de imprensa em francês e árabe na capital chadiana de N'Djamena afirmando que "os dois movimentos concordaram em se juntar e coordenar todas as forças políticas, militares e sociais, suas relações internacionais e duplicar sua capacidade de combate em um órgão coletivo" sob o nome de Aliança das Forças Revolucionárias do Sudão Ocidental. "Esta união fortalecerá a solidariedade, a coesão e a unidade do povo do Sudão em geral e do ocidente em particular". Fortalecerá ainda mais a posição dos movimentos armados nas negociações (de paz) em Abuja na Nigéria.
O presidente do Movimento pela Justiça e Igualdade, Ibrahim Khalil, declarou aos repórteres: "Estabelecemos essa união no interesse do povo de Darfur. Perder tempo sem unir nossos esforços significa estender os dias do regime (Cartum) que se tornou um fator na desintegração do regime".
A declaração da imprensa também foi assinada pelo líder do Movimento de Libertação do Sudão, Minni Arcua Minnawi.